# Liste der Stolpersteine im Département Meurthe-et-Moselle
Die Liste der Stolpersteine im Département Meurthe-et-Moselle enthält die Stolpersteine im französischen Département Meurthe-et-Moselle. Sie erinnern an das Schicksal der Menschen, die während der deutschen Besetzung Frankreichs im Zweiten Weltkrieg ermordet, deportiert, vertrieben oder in den Suizid getrieben wurden. Stolpersteine sind ein Projekt des deutschen Künstlers Gunter Demnig und werden meist von ihm persönlich verlegt. Sie liegen im Regelfall vor dem letzten selbst gewählten Wohnsitz des Opfers. Die Stolpersteine werden im französischen Sprachbereich zumeist pavés de mémoire genannt, die wörtliche Übersetzung wäre „pierres sur lesquelles on trébuche“.
Die ersten Verlegungen in diesem Département fanden am 30. April 2023 in Champigneulles statt.

## Verlegte Stolpersteine

### Champigneulles
Vor dem Haus 3, rue de Frouard in Champigneulles wurden vier Stolpersteine verlegt.
| Stolperstein | Übersetzung | Name, Leben                 |
| ------------ | --- | --------------------------- |
|              | HIER WOHNTE FLORIAN DAGO GEBOREN 1909 VERHAFTET 14.7.1942 INTERNIERT LA SANTE, PARIS DEPORTIERT HINZERT ERMORDET 24.10.1943 SCHWEIDNITZ         | Florian Dago (1909–1944)    |
|              | HIER WOHNTE MARIO DAGO GEBOREN 1918 VERHAFTET 14.7.1942 INTERNIERT LA SANTE, PARIS DEPORTIERT 1944 HINZERT, DIETZ BRIEG, BRESLAU BEFREIT DACHAU | Mario Dago (1918–)          |
|              | HIER WOHNTE TRANQUILLO DAGO GEBOREN 1881 VERHAFTET 14.7.1942 INTERNIERT LA SANTE, PARIS DEPORTIERT HINZERT, DIETZ ERMORDET 1944 BRIEG           | Tranquillo Dago (1881–1944) |
|              | HIER WOHNTE VIRGILIO DAGO GEBOREN 1920 VERHAFTET 18.8.1944 DEPORTIERT 1944 BUCHENWALD ERMORDET 6.1.1945 DORA-ELLRICH                            | Virgilio Dago (1920–1945)   |

### Cirey-sur-Vezouze
In Cirey-sur-Vezouze wurde ein Stolperstein verlegt.
| Stolperstein | Übersetzung | Name, Leben                  |
| ------------ | --- | ---------------------------- |
|              | HIER WOHNTE ALBERT TOUSSAINT GENANNT ANDRE GEBOREN 1926 VERHAFTET 6.10.1944 DEPORTIERT SCHIRMECK, BUCHENWALD ERMORDET 6.4.1945 DACHAU | Albert Toussaint (1926–1945) |

### Lunéville
In Lunéville wurden 36 Stolpersteine verlegt.
| Stolperstein | Übersetzung | Verlegeort                     | Name, Leben                                                              |
| ------------ | --- | ------------------------------ | ------------------------------------------------------------------------ |
|              | HIER WOHNTE ALBERT GLIKLICH GEBOREN 1926 VERHAFTET 9.10.1942 DEPORTIERT AUSCHWITZ ERMORDET 11.11.1942                           | Rue du Château Lunéville       | Albert Gliklich (1926–1942)                                              |
|              | HIER WOHNTE AUGUSTA GLIKLICH GEBOREN 1924 VERHAFTET 9.10.1942 DEPORTIERT AUSCHWITZ ERMORDET 11.11.1942                          | Rue du Château Lunéville       | Augusta Gliklich (1924–1942)                                             |
|              | HIER WOHNTE JOSEPH GLIKLICH GEBOREN 1934 VERHAFTET 9.10.1942 DEPORTIERT AUSCHWITZ ERMORDET 11.11.1942                           | Rue du Château Lunéville       | Joseph Gliklich (1934–1942)                                              |
|              | HIER WOHNTE LEON GLIKLICH GEBOREN 1937 VERHAFTET 9.10.1942 DEPORTIERT AUSCHWITZ ERMORDET 11.11.1942                             | Rue du Château Lunéville       | Leon Gliklich (1937–1942)                                                |
|              | HIER WOHNTE MARCEL GLIKLICH GEBOREN 1933 VERHAFTET 9.10.1942 DEPORTIERT AUSCHWITZ ERMORDET 11.11.1942                           | Rue du Château Lunéville       | Marcel Gliklich (1933–1942)                                              |
|              | HIER WOHNTE MAX GLIKLICH GEBOREN 1929 VERHAFTET 9.10.1942 DEPORTIERT AUSCHWITZ ERMORDET 11.11.1942                              | Rue du Château Lunéville       | Max Gliklich (1929–1942)                                                 |
|              | HIER WOHNTE PAULETTE GLIKLICH GEBOREN 1927 VERHAFTET 9.10.1942 DEPORTIERT AUSCHWITZ ERMORDET 11.11.1942                         | Rue du Château Lunéville       | Paulette Gliklich (1927–1942)                                            |
|              | HIER WOHNTE RUCHLA GLIKLICH GEBOREN 1901 VERHAFTET 19.7.1942 DEPORTIERT AUSCHWITZ ERMORDET 27.7.1942                            | Rue du Château Lunéville       | Ruchla Gliklich (1901–1942)                                              |
|              | HIER WOHNTE SALOMON GLIKLICH GEBOREN 1931 VERHAFTET 9.10.1942 INTERNIERT DRANCY DEPORTIERT AUSCHWITZ ERMORDET 11.11.1942        | Rue du Château Lunéville       | Salomon Gliklich (1931–1942)                                             |
|              | HIER WOHNTE SAMUEL GLIKLICH GEBOREN 1901 VERHAFTET 19.7.1942 INTERNIERT DRANCY DEPORTIERT AUSCHWITZ ERMORDET 27.7.1942          | Rue du Château Lunéville       | Samuel Gliklich (1901–1942)                                              |
|              | HIER WOHNTE DORA HUBERMANN GEBOREN 1927 GEFANGEN GENOMMEN ENTKOMMEN                                                             | 18, rue des Bosquets Lunéville | Dora Hubermann (1927–)                                                   |
|              | HIER WOHNTE ELI HUBERMANN GEBOREN 1939 VERHAFTET 1942 DEPORTIERT 1942 AUSCHWITZ ERMORDET 11.11.1942                             | 18, rue des Bosquets Lunéville | Eli Hubermann (1939–1942)                                                |
|              | HIER WOHNTE HERCZ HUBERMANN GEBOREN 1902 VERHAFTET AUGUST 1941 INTERNIERT DRANCY DEPORTIERT 27.3.1942 AUSCHWITZ BEFREIT         | Rue Banaudon Lunéville         | Hercz Hubermann (1902–)                                                  |
|              | HIER WOHNTE ISRAËL JACOB HUBERMANN GEBOREN 1900 VERHAFTET 1942 DEPORTIERT 1942 AUSCHWITZ ERMORDET 9.1.1943                      | 18, rue des Bosquets Lunéville | Israël Jacob Hubermann (1900–1943)                                       |
|              | HIER WOHNTE JEANETTE HUBERMANN GEBOREN 1931 GEFANGEN GENOMMEN ENTKOMMEN                                                         | 18, rue des Bosquets Lunéville | Jeanette Hubermann (1931–)                                               |
|              | HIER WOHNTE LINA HUBERMANN GEBOREN 1932 GEFANGEN GENOMMEN ENTKOMMEN                                                             | Rue Banaudon Lunéville         | Lina Hubermann (1932–)                                                   |
|              | HIER WOHNTE RYWKA FAÏGA HUBERMANN GEBOREN 1905 VERHAFTET 1942 DEPORTIERT 1942 AUSCHWITZ ERMORDET 19.7.1942                      | 18, rue des Bosquets Lunéville | Rywka Faïga Hubermann (1905–1942)                                        |
|              | HIER WOHNTE SALOMON HUBERMANN GEBOREN 1928 GEFANGEN GENOMMEN ENTKOMMEN                                                          | Rue Banaudon Lunéville         | Salomon Hubermann (1928–)                                                |
|              | HIER WOHNTE ZELDA HUBERMANN GEBOREN 1905 VERHAFTET 19.7.1942 INTERNIERT DRANCY DEPORTIERT 1942 AUSCHWITZ ERMORDET SEPT. 1942    | Rue Banaudon Lunéville         | Zelda Hubermann (1905–1942)                                              |
|              | HIER WOHNTE FANNY LANG GEBOREN 1903 VERHAFTET 2.3.1944 INTERNIERT DRANCY DEPORTIERT AUSCHWITZ ERMORDET 18.4.1944                | 19, rue du Château Lunéville   | Fanny Lang (1903–1944)                                                   |
|              | HIER WOHNTE MARIANNE LANG GEBOREN 1931 VERHAFTET 2.3.1944 INTERNIERT DRANCY DEPORTIERT AUSCHWITZ ERMORDET 18.4.1944             | 19, rue du Château Lunéville   | Marianne Lang (1931–1944)                                                |
|              | HIER WOHNTE PAUL LANG GEBOREN 1884 VERHAFTET 2.3.1944 INTERNIERT DRANCY DEPORTIERT AUSCHWITZ ERMORDET 18.4.1944                 | 19, rue du Château Lunéville   | Paul Lang (1884–1944)                                                    |
|              | HIER WOHNTE BLANCHE SZYMKOVICZ GEBOREN 1897 VERHAFTET 2.3.1944 INTERNIERT DRANCY DEPORTIERT 1944 AUSCHWITZ ERMORDET APRIL 1944  | Avenue Voltaire Lunéville      | Blanche Szymkovicz (1897–1944)                                           |
|              | HIER WOHNTE ERNEST SZYMKOVICZ GEBOREN 1926 VERHAFTET 2.3.1944 INTERNIERT DRANCY DEPORTIERT 1944 AUSCHWITZ BEFREIT               | Avenue Voltaire Lunéville      | Ernest Szymkovicz (1926–)                                                |
|              | HIER WOHNTE JACQUES SZYMKOVICZ GEBOREN 1934 VERHAFTET 2.3.1944 INTERNIERT DRANCY DEPORTIERT 1944 AUSCHWITZ ERMORDET APRIL 1944  | Avenue Voltaire Lunéville      | Jacques Szymkovicz (1897–1944)                                           |
|              | HIER WOHNTE LYB SZYMKOVICZ GEBOREN 1894 VERHAFTET 2.3.1944 INHAFTIERT ECROUVES BEFREIT                                          | Avenue Voltaire Lunéville      | Lyb Szymkovicz, auch Léon, wurde am 15. April 1894 in Przedbórz geboren. |
|              | HIER WOHNTE PAULETTE SZYMKOVICZ GEBOREN 1930 VERHAFTET 2.3.1944 INTERNIERT DRANCY DEPORTIERT 1944 AUSCHWITZ ERMORDET APRIL 1944 | Avenue Voltaire Lunéville      | Paulette Szymkovicz (1930–1944)                                          |
|              | HIER WOHNTE ROGER SZYMKOVICZ GEBOREN 1933 VERHAFTET 2.3.1944 INTERNIERT DRANCY DEPORTIERT 1944 AUSCHWITZ ERMORDET APRIL 1944    | Avenue Voltaire Lunéville      | Roger Szymkovicz (1933–1944)                                             |
|              | HIER WOHNTE YVETTE SZYMKOVICZ GEBOREN 1939 VERHAFTET 2.3.1944 INTERNIERT DRANCY DEPORTIERT 1944 AUSCHWITZ ERMORDET APRIL 1944   | Avenue Voltaire Lunéville      | Yvette Szymkovicz (1939–1944)                                            |
|              | HIER WOHNTE CHAJA LAJA TEPFER GEBOREN 1899 VERHAFTET 9.10.1942 INTERNIERT DRANCY DEPORTIERT AUSCHWITZ ERMORDET NOV. 1942        | Rue Sainte-Marie Lunéville     | Chaja Laja Tepfer (1899–1942)                                            |
|              | HIER WOHNTE IRMA TEPFER GEBOREN 1931 VERHAFTET 9.10.1942 INTERNIERT DRANCY DEPORTIERT AUSCHWITZ ERMORDET NOV. 1942              | Rue Sainte-Marie Lunéville     | Irma Tepfer (1931–1942)                                                  |
|              | HIER WOHNTE ISRAEL BERNARD TEPFER GEBOREN 1937 VERHAFTET 9.10.1942 INTERNIERT DRANCY DEPORTIERT AUSCHWITZ ERMORDET NOV. 1942    | Rue Sainte-Marie Lunéville     | Israël Bernard Tepfer (1937–1942)                                        |
|              | HIER WOHNTE JACOB TEPFER GEBOREN 1928 VERHAFTET 9.10.1942 INTERNIERT DRANCY TOT NOV. 1942                                       | Rue Sainte-Marie Lunéville     | Jacob Tepfer (1928–1942)                                                 |
|              | HIER WOHNTE LEA TEPFER GEBOREN 1933 VERHAFTET 9.10.1942 INTERNIERT DRANCY DEPORTIERT AUSCHWITZ ERMORDET NOV. 1942               | Rue Sainte-Marie Lunéville     | Lea Tepfer (1933–1942)                                                   |
|              | HIER WOHNTE MARTHE SUZANNE TEPFER GEBOREN 1925 VERHAFTET 9.10.1942 INTERNIERT DRANCY DEPORTIERT AUSCHWITZ ERMORDET NOV. 1942    | Rue Sainte-Marie Lunéville     | Marthe Suzanne Tepfer (1925–1942)                                        |
|              | HIER WOHNTE SCHMUL LEO TEPFER GEBOREN 1894 VERHAFTET 9.10.1942 INTERNIERT DRANCY DEPORTIERT AUSCHWITZ ERMORDET NOV. 1942        | Rue Sainte-Marie Lunéville     | Schmul Leo Tepfer (1894–1942)                                            |

### Pexonne
Geplant sind 112 Stolpersteine in Pexonne. Die ersten 26 Stolpersteine wurden am 25. August 2024 verlegt. Im Februar 2025 wurde eine unbekannte Zahl Stolpersteine für Gemeinschaftsverlegungen (ohne Gunter Demnig) verschickt.
| Stolperstein | Übersetzung | Verlegeort | Name, Leben                                    |
| ------------ | --- | ---------- | ---------------------------------------------- |
|              | HIER WOHNTE GEORGES BELIN GEBOREN 1902 VERHAFTET 27.8.1944 INTERNIERT BACCARAT DEPORTIERT 1944 NATZWEILER-STRUTHOF DACHAU, GUSEN ERMORDET 16.4.1945 MAUTHAUSEN     | Pexonne    | Georges Belin (1902–1945)                      |
|              | HIER WOHNTE RAYMOND BERTRAND GEBOREN 1911 VERHAFTET 27.8.1944 INTERNIERT BACCARAT DEPORTIERT 1944 NATZWEILER-STRUTHOF DACHAU, MAUTHAUSEN ERMORDET 27.1.1945 MELK   | Pexonne    | Raymond Bertrand (1911–1945)                   |
|              | HIER WOHNTE MANUEL DA SILVA GEBOREN 1924 VERHAFTET 27.8.1944 INTERNIERT BACCARAT DEPORTIERT 1944 NATZWEILER-STRUTHOF DACHAU, MAUTHAUSEN ERMORDET 26.3.1945 EBENSEE | Pexonne    | Manuel da Silva (1924–1945)                    |
|              | HIER WOHNTE GONTRAN MARIE DE VITRY D'AVANCOURT GEBOREN 1893 VERHAFTET 27.8.1944 INTERNIERT BACCARAT DEPORTIERT 1944 NATZWEILER-STRUTHOF ERMORDET 9.2.1945 DACHAU   | Pexonne    | Gontran Marie de Vitry d'Avaucourt (1893–1945) |
|              | HIER WOHNTE GUSTAVE FABIAN GEBOREN 1906 VERHAFTET 27.8.1944 INTERNIERT BACCARAT DEPORTIERT 1944 NATZWEILER-STRUTHOF DACHAU, MAUTHAUSEN ERMORDET 14.3.1945 MELK     | Pexonne    | Gustave Fabian (1906–1945)                     |
| [...]        | |            |                                                |
|              | HIER WOHNTE ANDRE KNIPILER GEBOREN 1913 VERHAFTET 27.8.1944 INTERNIERT BACCARAT DEPORTIERT 1944 NATZWEILER-STRUTHOF DACHAU, MAUTHAUSEN ERMORDET 16.1.1945 MELK     | Pexonne    | André Knipiller (1913–1943)                    |
|              | HIER WOHNTE ELISABETH ROBERT GEB. MATHIS 1897 VERHAFTET 27.8.1944 INTERNIERT BACCARAT DEPORTIERT 1944 SCHIRMECK BEFREIT                                            | Pexonne    | Élisabeth Robert geb. Mathis (1897–)           |
|              | HIER WOHNTE ELISABETH ROBERT GEBOREN 1928 VERHAFTET 27.8.1944 INTERNIERT BACCARAT DEPORTIERT 1944 SCHIRMECK-GAGGENAU BEFREIT                                       | Pexonne    | Paulette Robert (1928–2003)                    |
| [...]        | |            |                                                |
|              | HIER WOHNTE OVIDE VOUAUX GEBOREN 1912 VERHAFTET 27.8.1944 INTERNIERT BACCARAT DEPORTIERT 1944 NATZWEILER-STRUTHOF DACHAU ERMORDET 18.3.1945 MAUTHAUSEN-EBENSEE     | Pexonne    | Ovide Vouaux (1912–1945)                       |

## Verlegedaten
- 30. April 2023: Champigneulles
- 13. April 2024: Cirey-sur-Vezouze
- 19. April 2024: Lunéville (18, rue des Bosquets; 19, rue du Château)
- 4. April 2024: Lunéville (alle weiteren Adressen)
- 25. August 2024: Pexonne